# Kevin Stitt
John Kevin Stitt (* 28. prosince 1972 Milton, Florida) je americký politik, podnikatel a člen Republikánské strany, od ledna 2019 guvernér Oklahomy.
V Oklahomě žije od roku 1978. V mládí vystudoval účetnictví na Státní univerzitě v Oklahomě. Do ledna 2014 byl generálním ředitelem finanční společnosti, kterou sám založil. Ve volbách v roce 2018 porazil s rozdílem 12 % hlasů kandidáta Demokratické strany Drewa Edmondsona, a stal se tak oklahomským guvernérem. Mandát poté obhájil i ve volbách v roce 2022, když získal se ziskem přes 55 % hlasů porazil Demokratku Joy Hofmeisterovou.
Od roku 1998 je ženatý, má šest dětí. 